# Сент-Лукас (Айова)
Сент-Лукас (англ. St. Lucas) — місто (англ. city) в США, в окрузі Фаєтт штату Айова. Населення — 167 осіб (2020).

## Географія
Сент-Лукас розташований за координатами 43°4′0″ пн. ш. 91°56′3″ зх. д. / 43.06667° пн. ш. 91.93417° зх. д. (43.066694, -91.934180).  За даними Бюро перепису населення США в 2010 році місто мало площу 0,69 км², уся площа — суходіл.

## Демографія
Згідно з переписом 2010 року, у місті мешкали 143 особи в 73 домогосподарствах у складі 44 родин. Густота населення становила 207 осіб/км².  Було 85 помешкань (123/км²).
Расовий склад населення:
| - 100,0 % — білих |

До двох чи більше рас належало 0,0 %. Частка іспаномовних становила 0,0 % від усіх жителів.
За віковим діапазоном населення розподілялося таким чином: 11,9 % — особи молодші 18 років, 55,2 % — особи у віці 18—64 років, 32,9 % — особи у віці 65 років та старші. Медіана віку мешканця становила 52,5 року. На 100 осіб жіночої статі у місті припадало 107,2 чоловіків;  на 100 жінок у віці від 18 років та старших — 103,2 чоловіків також старших 18 років.
Середній дохід на одне домашнє господарство  становив 69 426 доларів США (медіана — 57 273), а середній дохід на одну сім'ю — 77 364 долари (медіана — 68 125). За межею бідності перебувало 7,9 % осіб, у тому числі 18,2 % дітей у віці до 18 років та 3,9 % осіб у віці 65 років та старших.
Цивільне працевлаштоване населення становило 94 особи. Основні галузі зайнятості: сільське господарство, лісництво, риболовля — 24,5 %, освіта, охорона здоров'я та соціальна допомога — 23,4 %, виробництво — 13,8 %, будівництво — 8,5 %.